# Coniopteryx (Coniopteryx) dominicana
Coniopteryx (Coniopteryx) dominicana is een insect uit de familie van de dwerggaasvliegen (Coniopterygidae), die tot de orde netvleugeligen (Neuroptera) behoort. 
Coniopteryx (Coniopteryx) dominicana is voor het eerst wetenschappelijk beschreven door Meinander in 1974.